# 아르마냐크

아르마냐크 지방의 문장 (1304년 이전).

아르마냐크 지방의 문장 (1304년 이후).

아르마냐크(프랑스어: Armagnac, 오크어: Armanhac)는 피레네산맥의 아두르강과 가론강 사이에 있는 작은 언덕으로 이루어진 지역이다. 가스코뉴 공국의 역사적인 백작령이며, 601년 아키텐 지방의 남서쪽에 세워졌다. 아르마냐크는 현재 프랑스 남서쪽의 제르주, 랑드주, 로트에가론주를 포함하는 지역이며, 14세기와 15세기동안 최대의 영향력을 발휘하며 영토를 확장하였다. 아르마냐크에는 란메장 고원에서 발원하는 제르스 강을 포함한 몇몇 작은 강이 흐르며, 지역의 주요 산업인 농업의 부산물인 아르마냐크 브랜디는 프랑스의 가장 오래 된 오드비 중 하나이다.